# Tomislav Torjanac
Tomislav Torjanac (Našice, 1972.) - hrvatski ilustrator i slikar
Rodio se u Našicama 1972. godine. Diplomirao je na Grafičkom fakultetu u Zagrebu, smjer grafički dizajn. Izrađuje naslovnice knjiga i ilustracije za časopise te ilustrira i dizajnira slikovnice. Najčešće slika uljenim bojama u kombinaciji s digitalnom tehnikom. Njegov stvaralački proces odlikuju bogat kolorit i izražajni nanosi boje.
Ilustrirao je knjigu "Pijev život" Yanna Martela te slikovnice: "Mačak i vrag" Jamesa Joycea, "Djevojčica i div" Neli Kodrič Filipić, "Kako živi Antuntun" Grigora Viteza, "Grga Čvarak" Ratka Zvrka te ovitke knjiga: zbirke kratkih priča "Iznenada netko pokuca" Etgara Kereta i romana "Beatrice i Vergilije" Yanna Martela.
Dobitnik je nagrade "Gaia" za likovno ostvarenje 1998./'99. u kategoriji naslovnica SF knjiga. Godine 2006. pobijedio je na velikom međunarodnom natječaju za ilustriranje posebnog izdanja romana "Pijev život" (eng. "Life of Pi") Yanna Martela, dobitnika knjižne nagrade "Man Booker" za 2002. godinu. Ilustrirano izdanje s 40 Torjančevih ilustracija do sad je objavljeno u 10 zemalja. Ilustracija za priču "Mačak i vrag" Jamesa Joycea uvrštena je u najprestižniji američki ilustratorski godišnjak Spectrum 2006. godine.
U Hrvatskoj je nagrađen s 2 nagrade "Kiklop", 2 nagrade "Lice knjige" (za slikovnice "Djevojčica i div" i "Kako živi Antuntun") te 2 nagrade "Grigor Vitez" (za slikovnice "Kako živi Antuntun" i "Grga Čvarak"). Godine 2007. predložen je za nagradu Vladimir Nazor. Dobitnik je 1. nagrade (Grand Prix) na Četvrtom hrvatskom biennalu ilustracije u Zagrebu 2012. godine. Godine 2015. dodijeljena mu je nagrada Porin za najbolje likovno oblikovanje albuma ("Mamut" Urbana & 4).
Izlagao je u Hrvatskoj i inozemstvu. Član je ULUPUH-a i HZSU-a.

## Vanjske poveznice
- Službena stranica  Arhivirana inačica izvorne stranice od 20. kolovoza 2012. (Wayback Machine)